# Olivier Poussier
Olivier Poussier est un sommelier français élu « Meilleur sommelier de France » en 1990 et « Meilleur sommelier du monde » en 2000.

## Biographie
Né en 1964, Olivier Poussier est passé par l'école hôtelière de Tecomah à Jouy-en-Josas (Yvelines). Il a ensuite travaillé à La Tour d'Argent et au Connaught en Angleterre. Il est chef sommelier de la maison Lenôtre.

## Filmographie
- 2019 : L'Âme du vin de Marie-Ange Gorbanevsky (documentaire)

## Récompenses et distinctions
- 1990 : Meilleur sommelier de France
- 2000 : Meilleur sommelier du Monde